# Rogério Ratner
Rogério Ratner (Porto Alegre, 16 de julho de 1965) é um cantor, compositor e escritor brasileiro.
Iniciou sua carreira musical em 1984, apresentando-se em bares, teatros, auditórios, centros acadêmicos, em shows individuais e coletivos em Porto Alegre/RS.
Gravou seu primeiro CD homônimo em 1997, de forma independente. O disco foi lançado em show na Companhia de Artes, em Porto Alegre. A gravação do CD contou com a participação de Ciro Moreau (guitarra), Edson Jr. (baixo), New (teclados), Ricardo Arenhaldt (bateria), Claudio Sander (saxofone), Jorginho do Trumpete e Serginho do Trombone. O clipe da música "Claro/Escuro", dirigido pelo cineasta gaúcho Jaime Lerner, foi rodado na MTV (Programa Território Nacional) e no Multishow (Programa TVZ), tendo a participação das atrizes Bárbara Koboldt e Cléo de Paris, dentre outros.
Em 2006, Rogério lançou o CD "Crendices Vãs", também com canções de sua autoria, compreendendo as letras e as melodias, a exemplo do primeiro disco. O CD foi produzido por Ciro Moreau. O show de lançamento do disco foi no Bar Zelig, tendo a banda sido formada por ele próprio (violão e voz), Ciro Moreau (guitarra), Edson Jr. (baixo) e Rodrigo Lopes (bateria).
Em 2016 lançou o seu terceiro CD, "Canções para leitores", contendo parcerias feitas com escritores gaúchos (Fabrício Carpinejar, Emílio Pacheco, Martha Medeiros, Letícia Wierzchovski, Ronald Augusto, Ricardo Silvestrin, Paula Taitelbaum, Arnaldo Sisson, Cintia Moscovich e Celso Guttfreind), com a participação dos cantores Rafael Brasil e Dudu Sperb e das cantoras Monica Tomasi, Lúcia Severo, Karine Cunha, Adriana Marques (in memorian) e Ana Krüger, e, ainda, do tecladista Michel Dorfman. O CD foi lançado em show  realizado na Livraria Cultura do Bourbon Shopping, em Porto Alegre, com a participação dos cantores e cantoras (exceção de Adriana Marques, falecida em 2010), bem como da banda formada por Ciro Moreau (guitarrista e produtor musical do disco), Ronnie Martinez (bateria), Luiz Mauro Filho (teclados) e Mário Carvalho (contrabaixo).
Músicas de autoria de Rogério Ratner já foram rodadas em rádios tais como 89 FM - a Rádio Rock (SP), Imprensa FM (SP), USP FM (SP), Gazeta AM (SP), Oi FM (rede nacional), Rádio Mundo Rock (RJ), Gaúcha AM e FM (RS), Guaíba AM e FM (RS), Itapema FM (RS), 102.3 FM (RS), Farroupilha AM (RS), Cultura (PA), Piraí FM (RJ), Ipanema FM (RS), Band AM e FM (RS), Bandnews FM (RS), Unisinos FM (RS), Felusp FM (RS), Pop Rock FM (RS), FM Cultura (RS), UFPEL FM (RS), UFSM FM (RS), Independente FM (RS), Univates FM (RS), Rádio da UFRGS (RS), Buzina do Gasômetro (RS), Bom Fim FM (RS), Rádio No cabo (RS), Rádio Famecos - PUC (RS), FURG FM (RS), além de rádios nas cidades de Gramado, Erechim, Rio Grande, Lajeado, Canela, Farroupilha (RS), dentre outras emissoras.
O artista também participou de programas e entrevistas na MTV (SP), na Rede Mulher (SP), na TV Manchete (SP), na RBS TV (RS), na TVCOM (RS), na TV Guaíba (RS), na TV Pampa (RS), na TVE (RS), na Band TV (RS), no SBT (RS), na UNITV (RS), na TV Comunitária (RS), Canal 20 da Net (RS), na Unisinos TV (RS), dentre outras emissoras.
Ao longo de sua carreira, Rogério realizou apresentações e shows em vários teatros, bares e espaços culturais de Porto Alegre, tais como o Teatro Renascença, o Salão de Atos da Reitoria da PUC, o Theatro São Pedro, o Auditório Araújo Vianna, o Teatro Presidente, a Casa de Cultura Mário Quintana, a Biblioteca Pública do Estado, a Usina do Gasômetro, o Solar dos Câmara, o DC Navegantes, o Auditório do Instituto Cultural Norte-Americano, o Publicitá Café, o bar Opinião, a Companhia de Artes, a Terreira da Tribo, a Sala Jazz Tom Jobim, o bar Vermelho 23, dentre diversos outros consagrados palcos da capital gaúcha.
Rogério é autor dos livros "Música do RS, ontem e hoje" (RRK RECORDS) e "Woodstock em Porto Alegre" (RRK RECORDS), ambos com enfoque na cena musical gaúcha, abrangendo a história passada e o momento contemporâneo.
Rogério concedeu entrevista para o episódio dedicado ao rock gaúcho da série "A trilha do Rock Brasileiro", de Darcy Burger e Luis Antônio Mello, veiculada pelo Canal Brasil.
O artista é editor do blog "Bandas do Rock Gaúcho Forever", dedicado ao Rock Gaúcho e à música feita no Rio Grande do Sul, em geral.
Produziu e apresentou, por mais de quatro anos, o programa "Paralelo 30", na Rádio Buzina do Gasômetro, radioweb que era dedicada exclusivamente à divulgação da música feita no Rio Grande do Sul, entrevistando nomes da cena gaúcha tais como Nico Nicolaiewsky, Léo Henkin, Tonho Crocco, Monica Tomasi, Lúcia Severo, Rafael Brasil, Nando Mello, Ita Arnold, Juarez Fonseca, Adriana Marques, Dudu Sperb, Ciro Moreau, dentre outros, além de rodar músicas variadas e elaborar especiais sobre o tropicalismo gaúcho, a bossa nova gaúcha, Elis Regina canta os compositores gaúchos, Mr. Lee e Rádio Continental, dentre diversos outros.

## Prêmios e indicações

### Prêmio Açorianos
| Ano  | Categoria         | Indicação      | Resultado |
| ---- | ----------------- | -------------- | --------- |
| 2015 | Compositor de MPB | Rogério Ratner | Indicado  |

Prêmio London Burning

2007       Disco de MPB            Rogério Ratner    Indicado